# Express Gaxe
| Årets häst   |                |                  |
| 1976         | 1977           | 1978             |
| Wiretapper   | Express Gaxe   | Pershing         |
| Sören Nordin | Gunnar Axelryd | Berndt Lindstedt |

Express Gaxe, född 9 februari 1973 i Örebro i Örebro län, död 27 september 1995 på Bo Gård i Fjugesta, var en svensk varmblodig travhäst. Han tränades och kördes av sin uppfödare Gunnar Axelryd, verksam vid Örebrotravet.

## Karriär
Express Gaxe tävlade åren 1976–1981. Han segrade i 54 av karriärens 93 starter och sprang in totalt 2,6 miljoner kronor. Han tog karriärens största segrar i Konung Gustaf V:s Pokal (1977), Svenskt Travderby (1977), Svenskt Mästerskap (1978), Årjängs Stora Sprinterlopp (1979), Hugo Åbergs Memorial (1979, 1980) och Oslo Grand Prix (1980). Han kom även på andraplats i Olympiatravet (1979), VM-loppet International Trot i New York (1979) och Finlandialoppet (1980).
Han tog sig till Elitloppets final tre år i rad (1978, 1979 och 1980). Han slutade fyra 1978, och kom sedan på tredjeplats både 1979 och 1980.
Express Gaxe utsågs till "Årets Häst" 1977 vid den svenska Hästgalan 1978. Han valdes in i Travsportens Hall of Fame 2013. Sedan 1998 körs varje år hyllningsloppet Express Gaxes Lopp. Loppet körs som ett försökslopp av Gulddivisionen när Örebrotravet anordnar V75 under hösten.
Express Gaxe är begravd på Bo Gård i Fjugesta, vid ceremonin la Gunnar Axelryd lagerkransen från Derbysegern 1977 i graven.